# غريغ بريور
غريغ بريور (بالإنجليزية: Greg Pryor)‏ هو لاعب كرة قاعدة أمريكي، ولد في 2 أكتوبر 1949 في مارييتا في الولايات المتحدة.

## وصلات خارجية
- غريغ بريور على موقعبيزبول رفرنس.كوم (الدوري الرئيسي) (الإنجليزية)